# 90. pr. Kr.
◄ | 2. stoljeće pr. Kr. | 1. stoljeće pr. Kr. | 1. stoljeće | ►
◄ | 120-ih pr. Kr. | 110-ih pr. Kr. | 100-ih pr. Kr. | 90-ih pr. Kr. | 80-ih pr. Kr. | 70-ih pr. Kr. | 60-ih pr. Kr. | ►
◄◄ | ◄ | 93. pr. Kr. | 92. pr. Kr. | 91. pr. Kr. | 90 pr. Kr. | 89. pr. Kr. | 88. pr. Kr. | 87. pr. Kr. | ► | ►►
Astronomija

## Događaji
- Prvi put opisana akupunktura kao vid terapije u tekstu koji je napisao Shih-chi.
- Izglasan zakon o dodjeli građanskih prava onima koji su vjerni Rimu (Lex Iulia).
- Aršak I. od Iberije postaje kralj Iberije

## Smrti
- Farnadžom od Iberije, kralj Iberije od 109. pr. Kr.